# Kloster Dorlar

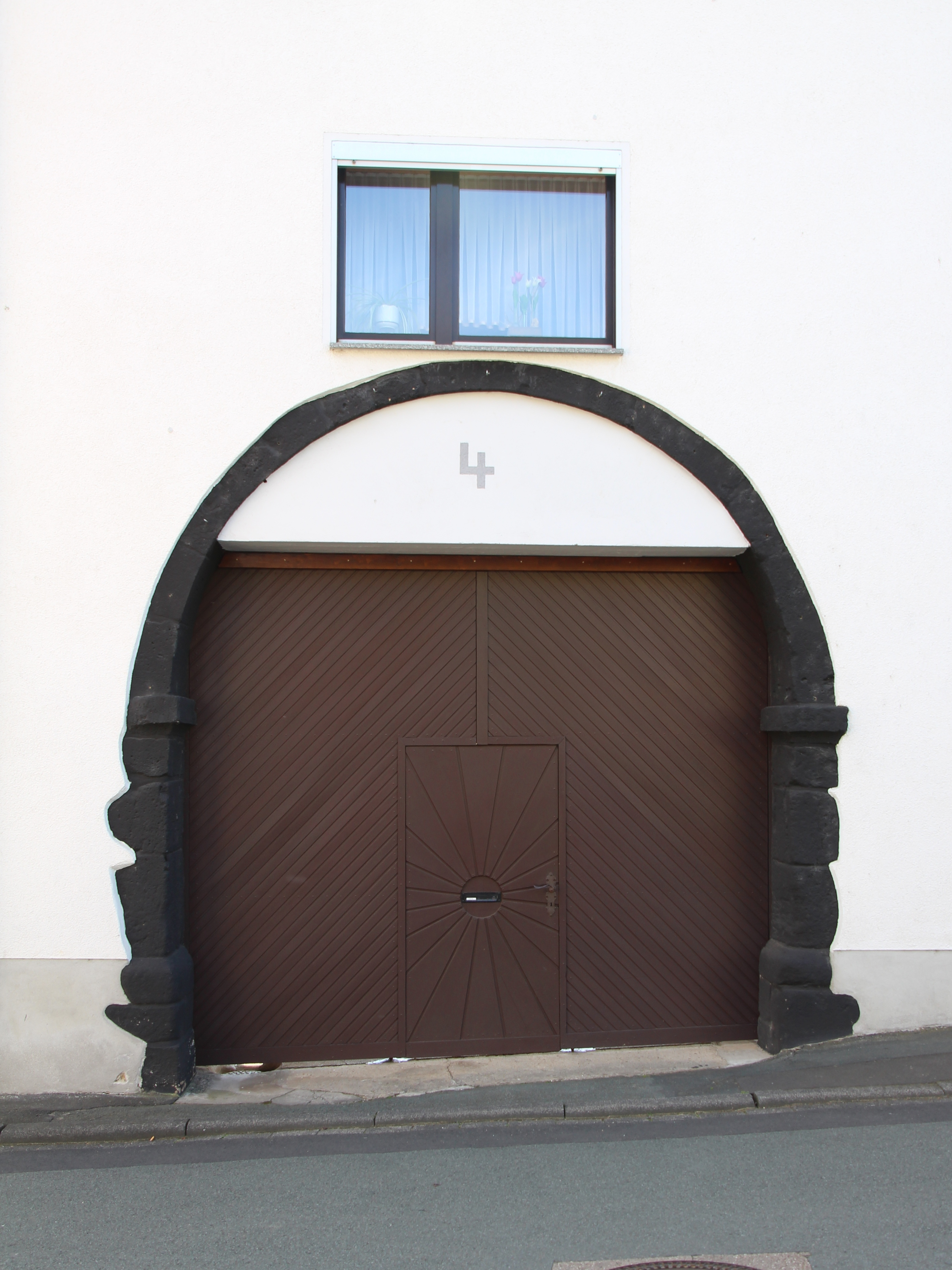
Ehemaliger Klosterzugang

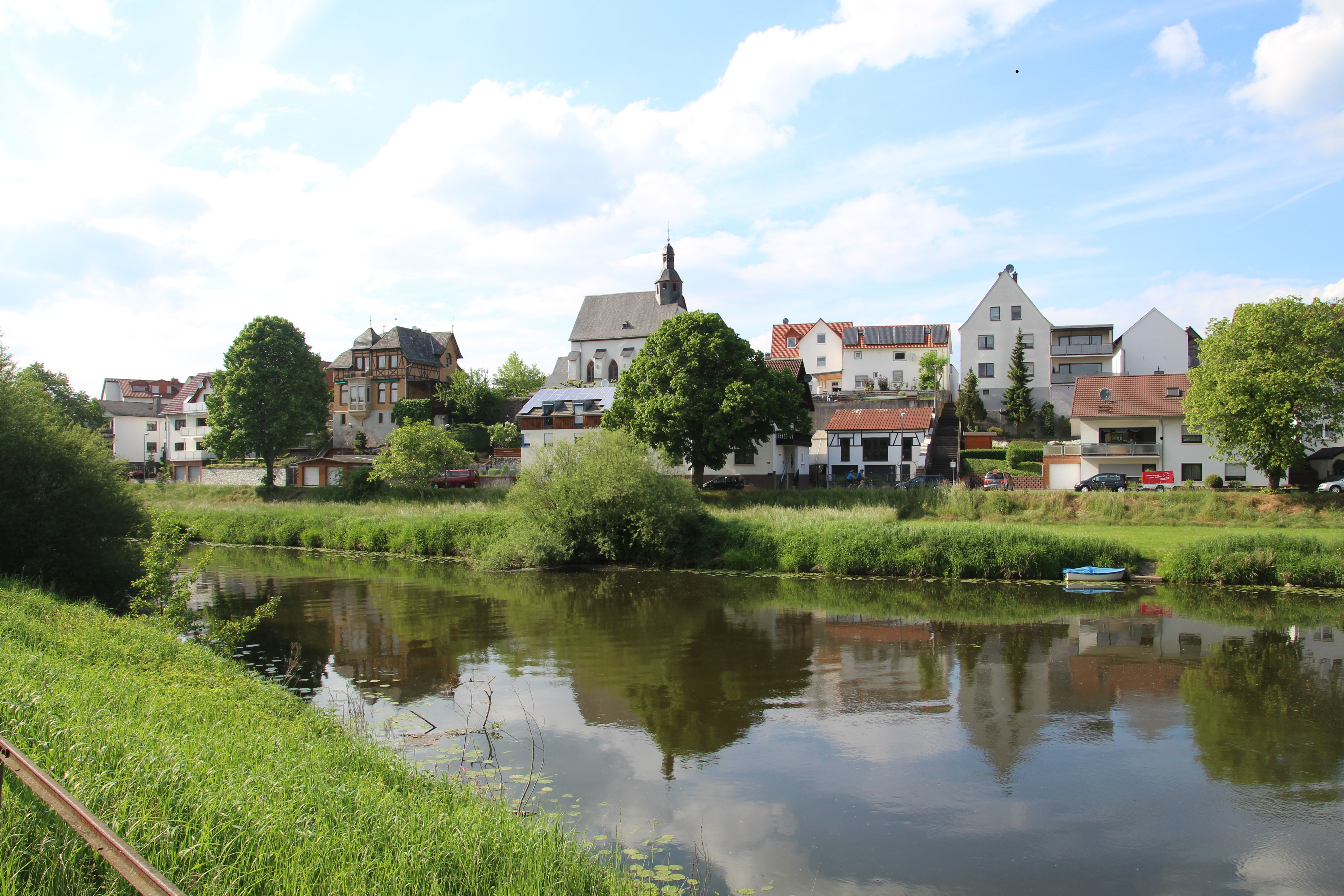
Ansicht des ehemal. Klosters von der linken Lahnseite. Der Bildausschnitt umfasst etwa das Gebiet des Klosters, das auf der rechten Lahnseite lag. Deutl. zu sehen die ehem. Klosterkirche. Links davon die Villa Kramer, die 1898 auf den verfüllten Resten des Klosterkellers errichtet wurde

Das Kloster Dorlar ist ein ehemaliges Prämonstratenserinnenkloster in Dorlar an der Lahn.

## Geschichte
Über die Gründung des Klosters Dorlar an der Lahn (zwischen Wetzlar und Gießen, Lahn-Dill-Kreis) ist nur weniges bekannt geworden. Wenn Brower in seinen umfänglichen Untersuchungen die Gründung eines „coenobium“ für das Jahr 1222 ansetzt, so ist dies offenkundig zu früh. Eberhard von Merenberg, der zu Speyer Kanoniker war, hatte der Witwe seines verstorbenen Bruders Hartrad und ihrem Sohne, auch Hartrad geheißen, Propst des Stiftes in Wetzlar, im Jahre 1297 die Kirche zu Dorlar übergeben. Dies galt als die Voraussetzung, ein klösterliches Leben wirtschaftlich abzusichern. So konnte in dem genannten Jahr ein (Prämonstratenser-)Frauenkloster dort am äußersten Ende des Dorfes eingerichtet werden, das sogleich unter der Aufsicht des Klosters Rommersdorf stand. Dieses Frauenkloster bestand etwa 140 Jahre (bis 1437). In dem nachfolgenden Jahrhundert brachten grassierende Krankheiten das Kloster in die Nähe des Ruins.
Die Lücken in der Überlieferung sind beachtlich. Im Jahre 1322 wurde die Meisterin Adelheid genannt, die das Almosen des Ritters Gottfried Lesche (Ehefrau Benedictina) damals annahm.
Die Meisterinnen des Frauenklosters lassen sich wohl noch mit Hilfe des Rommersdorfer Nekrologs ausmachen, wenn deren Wirken sich auch nicht zeitlich bestimmen lässt: Gisela, Lysa, Sophia, Hilla, Gertrud, Irmgard und Adelheid (1322). Diese Nennungen dürften die Meisterinnen wohl allesamt wiedergeben. Auch wurden die dort wirkenden Rommersdorfer Prioren unvollständig erfasst. Genannt wurden Ludwig von Isenburg, Gerhard Schützeichel (Schodeschell), Ada, Johannes Beier, Johannes von Hainenstein. Nur gelegentlich trifft man auf die Jungfrauen von Dorlar: Gertrud, Clyna, Lysa. Die Konversen Wentzelaos und Gerlach werden ebenfalls genannt. Zeitweise wirkte dort der Geistliche Johann von Heimbach.
Der Prior Jacob zu Dorlar sagte im Jahre 1360 von sich selbst, dass er Rommersdorfer Geistlicher wäre. Graf Philipp von Nassau-Saarbrücken bestätigte im Jahre 1383 die Freiheiten und Privilegien des Klosters, welches zu dieser Zeit keinen Stadelhof aufwies. Die mangelhafte Ausstattung an Gütern und grassierende Krankheiten ließen nie die Frage los, ob das Kloster nicht doch besser aufgelöst werden sollte.
Über der Geschichte des Klosters zu Dorlar stand nie ein guter Stern. Um 1420 spitzte sich die Frage eines möglichen Untergangs dramatisch zu. Alles erdenklich Bedrohliche hatte das Kloster heimgesucht. Zu der Armut und den Seuchen gesellten sich verheerende Feuersbrünste, verbunden noch mit dem Umstand, dass einige Rechtshändel das Kloster wirtschaftlich gänzlich niederwarfen. Zeitweise lebten keine Jungfrauen in dem Kloster oder diese weilten außerhalb. Der Rommersdorfer Propst Gerhard hatte sich dann etwas später an die Teilnehmer des Basler Konzils (1431–1437) gewandt, nachdem er zuvor die Zustimmung des Grafen Philipp eingeholt hatte. Er unterbreitete den Vorschlag, das wirtschaftlich bedrohte Kloster in eine Propstei umzuschaffen, welche in die Rommersdorfer Zuständigkeit zu bringen wäre. Das Konzil stimmte 1437 den Vorschlägen des Propstes zu. Es beauftragte die Dechanten von Wetzlar und Weilburg mit der Umgestaltung des Klosters Dorlar. Nunmehr unterstand die neue Propstei Dorlar dem Rommersdorfer Abt Hubert Agrippina (1433–1487).
Die Propstei Dorlar wurde wiederum 1496 urkundlich erwähnt, als der Rommersdorfer Prior Johann Beer und der Provisor Gerlach von Andernach (mit der ganzen Kommunität) genannt wurden. Dabei waren die Schwester (suster) Anna Riedesel und noch andere Schwestern der Klause und des Gotteshauses Hermannstein, als sie Kornrenten verkauften und in Anwesenheit des Rommersdorfer Abtes Giselbert (1486–1516) darüber einen Verkaufsbrief siegelten.
Knapp hundert Jahre, bis 1532, blieb die Propstei Dorlar bestehen. Die wirtschaftlichen Nöte aus der Zeit des Frauenklosters hatten sich nicht entscheidend geändert. Im Jahre 1532 wurden die Güter der Propstei, in der näheren Umgegend liegend, genannt. Diese Güter befanden sich in und bei Atzbach, Girmes, Naunheim, Volpertshausen und Hüttenberg. Von einer größeren Bedeutung war der Große und Kleine Zehnte. Im Einzelnen gehörte noch der Propstei:
- die Wassermühle und die Fischerei in der Lahn, vom Fahr an bis zu dem Wehr bei dem Kellersbach.
- Die Kuhweide.
- Der Große und Kleine Zehnte zu Girmes und der dort liegende Weinzehnte.
- Zehn Malter Hafer jährlicher Gülte zu Naunheim (Pfaffenhafer genannt).
- Zwanzig Malter Korn- und Hafergülte, anfallend in und um Dorlar.
- Sechzig Gulden Geld (jährlich), die wegen einiger Güter zu Dorlar anfielen.

Ein Hof lag in Germes (Girmes?), der aber dem Grafen Philipp von Solms verpfändet war. Ein weiterer Hof lag in dem Ort Atzbach, den früher einmal Marcharius von Buseck (der Vater von Johann von Buseck) innegehabt hatte.
- Zehn Malter Hafergülte (Pfaffenhafer) in Atzbach (jährlich anfallend).
- Zehntberechtigungen zu Volpertshausen.
- Drei Morgen Weingärten in Garbenheim.
- Der dritte Teil des Brennholzes bei allen Gemeinden sowie der Wiesen und Weiden (in Dorlar).
- Ein Placken Holz (Heilig Holz genannt).
- Einen weiteren Placken Holz (Munchen Gelände genannt).
- Einen Placken Holz (Strutt genannt).
- Das Recht, überall hinzufahren, sowie das Beholzigungsrecht in und aus den Wäldern hinter dem Gleiberg (Cleyberg), der in der Zuständigkeit des Grafen Philipp von Nassau-Weilburg lag.

Thomas von Dieblich verkaufte 1532 mit der Zustimmung des Konvents die vorgenannten Güter und Rechte der Propstei Dorlar zum Preis von 2300 Gulden dem Johann von Buseck, Frankfurter Amtmann zu Erlenbach. Dem Käufer wurde vonseiten der Rommersdorfer zugesichert, dass er diese Güter und Rechte ewiglich innehaben, besitzen, nutzen, nießen und gebrauchen dürfte.

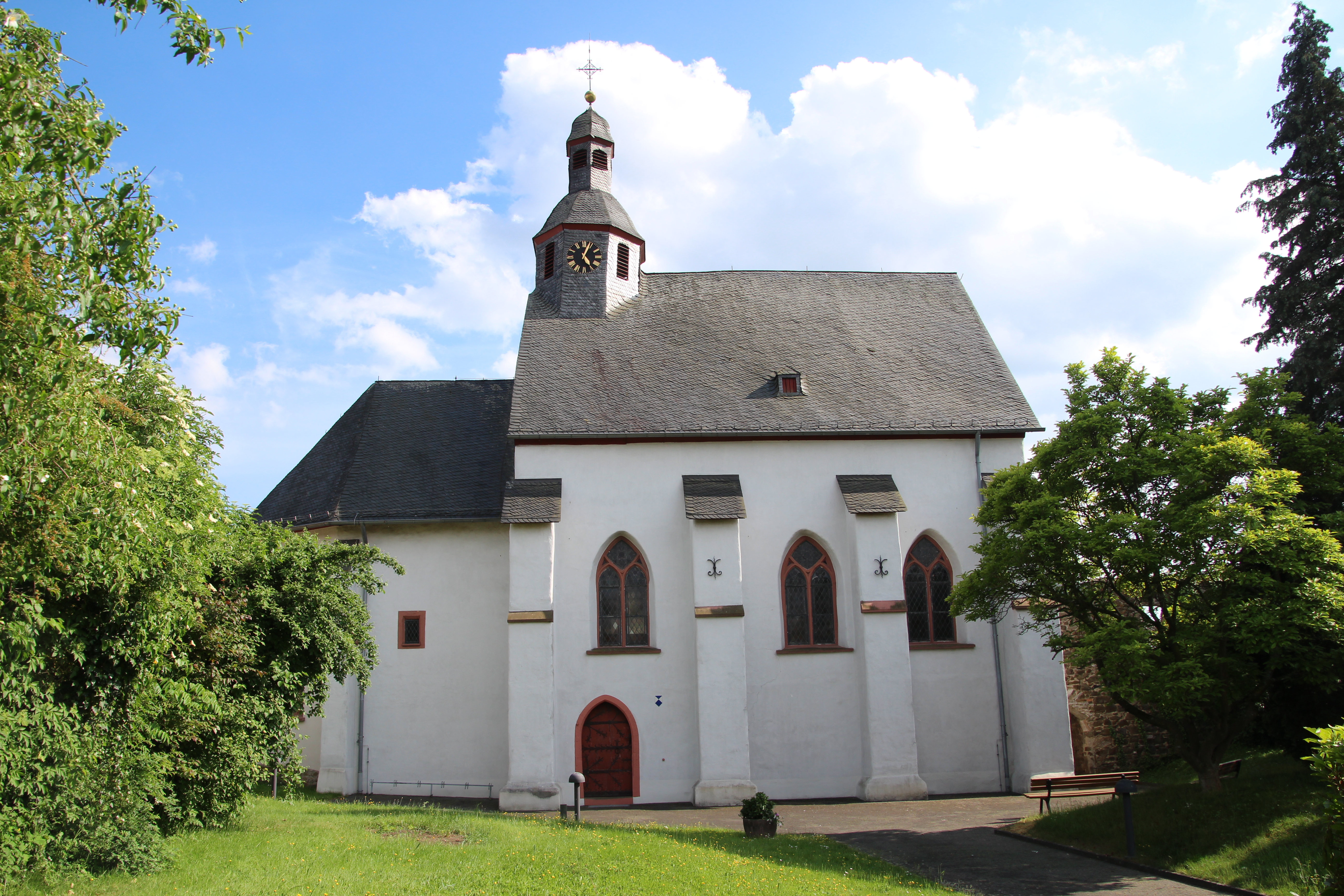
Die heute als Ev. Kirche genutzte ehem. Klosterkirche

Umstritten war wohl zunächst der Kirchsatz und die Kollation der Pastorei zu Dorlar. Dann aber wurde dem Käufer Johann von Buseck auferlegt, künftig in dieser Frage so zu verfahren, wie es bei geistlichen Herren üblich wäre. Es wurde nach einem längeren Hin und Her schließlich ein Erbkauf verabredet.
Der neue Kollator, Graf Philipp, stimmte dieser Abmachung zu. Als Johann von Buseck starb, übergab Abt Servatius Gerhard (1559–1576) die ehemalige Propstei dem Sohn Philipp Ulrich von Buseck.
Die ehemalige Klosterkirche wird seitdem als evangelische Kirche der Kirchengemeinde Atzbach-Dorlar genutzt.